# Nephrodium foenisecii
Nephrodium foenisecii là một loài dương xỉ trong họ Dryopteridaceae. Loài này được Lowe mô tả khoa học đầu tiên năm 1838.
Danh pháp khoa học của loài này chưa được làm sáng tỏ. 